# Sunday Sports 630
『SundaySports630』（サンデースポーツろくさんまる）は、1993年頃から2001年までエフエム山口 (FMY) で放送されていたラジオ番組である。
放送当日に行われたスポーツ競技の結果をダイジェストで伝えていた日曜夕方のスポーツ番組。他にも、番組の放送1週前におけるスポーツ界の動向を伝えたり、選手へのインタビューなどを放送する特集コーナーを設けたりしていた。放送時間は毎週日曜 18:30 - 18:55（日本標準時）。
番組タイトルの表記には揺れがあり、エフエム山口公式サイト内でも『SUNDAY SPORTS 630』表記と『SundaySports630』表記が混在していた。

## パーソナリティ
- BB金光（1996年から）[4]
- 水谷寛[2]
- 立石三恵子（1999年から）[2]
- 大内こずえ[3]